# Crotalaria densicephala
Crotalaria densicephala är en ärtväxtart som beskrevs av John Gilbert Baker. Crotalaria densicephala ingår i släktet sunnhampor, och familjen ärtväxter. Inga underarter finns listade i Catalogue of Life.